# Венедиков, Йордан
Йордан Тимофеев Венедиков (болг. Йордан Тимотеев Венедиков; 15 января 1871, Баня — 7 ноября 1957, София) — болгарский генерал, историк и публицист.

## Биография
Родился 15 января 1871 года в селе Баня в многодетной семье. После 1878 года его семья переехала в столицу новообразованного Княжества Болгарии — Софии, где его отец открыл мастерскую по изготовлению мыла и свечей. С 1865 года учился в Софийской Первой мужской средней школе.
25 августа 1889 года вступил в Высшее военное училище Его Княжеского Высочества в Софии, которое окончил в 1892 году с отличием. 2 августа получил звание лейтенанта.
В 1895 году стал членом Македонского комитета.
В 1908 году окончил военную академию в Турине (Италия) и в том же году служил адъютантом Кавалерийской инспекции, а с 1911 года был командиром эскадрона в 1-м кавалерийском полку. Принимал участие в двух войнах как командир эскадрильи.
Во время Первой мировой войны (1915—1918) был командиром 4-го кавалерийского полка. 16 марта 1917 года был назначен командиром 1-й бригады обороны болгарского побережья Эгейского моря.
Умер в своем доме 7 ноября 1957 года в Софии.

## Библиография

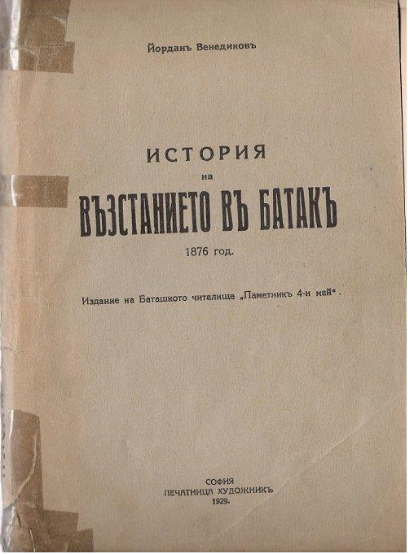
«История на въстанието в Батак 1876 г.», 1929

## Звания
- Лейтенант (2 августа 1896)
- Капитан (1 января 1903)
- Майор (31 декабря 1908)
- Подполковник (14 июля 1913)
- Полковник (16 марта 1917)
- Генерал-майор (31 декабря 1935)